# Vera Svoboda
Vera Svoboda Njikoš (Osijek, 15. kolovoza 1936. – ?, 1. travnja 2024.), bila je hrvatska pjevačica zabavnih, narodnih i starogradskih pjesama. Proglašena je „kraljicom tamburaške glazbe”.

## Životopis
Rođena je u Osijeku. Djetinjstvo i osnovnu školu provela je u Mikleušu. U Osijeku pohađala je glazbenu školu »Franjo Kuhač«. Studirala je i diplomirala anglistiku na Pedagoškoj akademiji u Osijeku i kraće vrijeme predavala engleski u jednoj osječkoj školi.

### Glazbena karijera
Kao djevojčica, često je posjećivala predstave i operete Dječjega kazališta u Osijeku, na čiju se audiciju svršetkom srednje škole i prijavila te glumila u Snjeguljici i sedam patuljaka i Pepeljugi. Tamo je i upoznala svojega budućeg supruga, Julija Njikoša, koji je radio kao korepetitor.
Prve pjevačke javne nastupe imala je na školskim priredbama. Godine 1952. prošla je audiciju za solista na Radiju Osijek s pjesmom „U đardine kad si ruže brala”. Pjevala je u Ženskome zboru Šokadija i snimala glazbene materijale za potrebe Radija. Pjesma „Dan plavetan kao lan” izvedena na Glazbenom festivalu Slavonija 1972. označila je početak njezine glazbene karijere i obilježila ju; često ju je dva ili više puta izvodila na svojim koncertima.
S vremenom, nastupala je na brojnim festivalima zabavne i tamburaške glazbe. Bila je jedna od najpopularnijih pjevačica u sedamdesetim godinama na prostoru SFR Jugoslavije.
Nastupila je pedeset puta na Đakovačkim vezovima, Festivalu tamburaške glazbe u Osijeku, Danima Julija Njikoša i dr. Osim diljem Hrvatske, nastupala je i u inozemstvu za hrvatske iseljenike, održavši koncerte u Austriji, Grčkoj, Švicarskoj, Italiji, Francuskoj, Njemačkoj, Nizozemskoj, Belgiji, Danskoj, Norveškoj, Australiji, Kuvajtu, Novom Zelandu, Iraku i drugdje. Nastupala je i u hrvatskim katoličkim misijama u tim zemljama. Od 1990. do smrti održala je oko 400 humanitarnih koncerata.
Bila je članica Slavonskoga tamburaškog društva „Pajo Kolarić“ i počasna članica „Šokačke grane – Osijek“.

### Osobni život
Udala se za muzikologa Julija Njikoša koji je producirao i aranžirao najveći broj njezinih pjesama. S njim je imala kćeri Vesnu Njikoš Pečkaj i Mirnu Njikoš Pavlović.
Pokopana je na groblju sv. Ane u Osijeku, 5. travnja 2024.

## Diskografija
U nakladi izdavačke kuće Croatia Records (nekada Jugoton) snimila je petnaest long play ploča, pet CD-a, dvadesetak kaseta, a za potrebe HRT-a preko 300 narodnih, starogradskih, zabavnih i domoljubnih pjesama.
(nepotpuna)
EP-i
- 1965. Slavonske narodne pjesme
- 1966.–1967. Narodne varoške pjesme
- 1969. Pjesme iz Slavonije

ploče
- 1970. Vera Svoboda pjeva romance

## Nagrade
- Red Danice hrvatske s likom Marka Marulića za doprinos u kulturi (1995.)[1][3]
- Zlatna plaketa „Status” Hrvatske glazbene unije (2000.)[3]
- Porin za životno djelo (2022.)[6]
- Nagrada za životno djelo Grada Osijeka[1]
- Povelja zahvalnosti Grada Đakova (2021.) za doprinos u očuvanju tradicija i običaja Slavonije[1]
- Po izboru slušatelja Radio-Martina iz Dugog Sela izabrana je za pjevačicu stoljeća narodnih i starogradskih pjesama.[2]